# Massimo Grima
Massimo Grima (6 agosto 1969) è un ex calciatore maltese, di ruolo centrocampista.

## Carriera

### Club
Ha giocato nella massima serie del campionato maltese con varie squadre.

### Nazionale
Con la Nazionale maltese ha esordito nel 1997.